# Mesobracon seyrigi
Mesobracon seyrigi är en stekelart som beskrevs av Granger 1949. Mesobracon seyrigi ingår i släktet Mesobracon och familjen bracksteklar. Inga underarter finns listade i Catalogue of Life.